# 해파리
해파리는 해파리아문(영어: Medusozoa)에 속하는 무척추동물의 총칭이다. 해파리는 콩보다 작은 것부터 지름이 2m 이상에 이르기까지 종류가 다양한데, 네 개의 목과 약 200여 종이 여기에 속한다. 전 세계에서 출현한다.
성체 몸의 94~98%는 물로 이루어져 있다. 또, 해파리를 이루는 두 세포층 사이에는 젤리 같은 물질이 차 있으며, 이 물질은 깨지기 쉬운 체벽을 지탱하는 일종의 골격 역할을 하며, 물 속에서 해파리가 부력을 유지할 수 있게 한다. 해파리는 종이나 우산 모양의 방울이나 덩굴성 촉수를 가진 유연성 해양동물이다. 해파리는 대부분 움직이며 생활하지만 해저에 고정되어 살아가는 해파리도 있다. 입이 들어 있는 짧은 관이 가운데에 마치 종의 추처럼 달려 있으며, 이 관의 가장자리에는 구엽이라고 하는 주름장식 네 개가 달린 돌기들이 나와 있다. 또한 다른 돌기들은 몸의 가장자리에 매달려 아래쪽으로 늘어져 있다. 일반적으로 크기가 대접만 하며 연한 주황색, 자주색, 푸른색, 그 밖의 여러 색깔을 띤다. 대부분의 종은 촉수를 가지고 있으며, 이는 자세포로 무장하고 있어 포식자로부터 방어하거나 먹이를 잡는 데 사용한다. 그러나 근구해파리목(Rhizostomae)과 같이 촉수를 가지지 않는 경우도 있다.
해파리는 몸을 활짝 벌렸다가 재빨리 안쪽으로 오므리면서 헤엄친다. 그러다 움직임을 멈추면 바다 바닥으로 가라앉는데, 가라앉는 동안 촉수와 구엽에 부딪치는 작은 동물들을 잡는다. 촉수와 구엽에는 자포가 있는데, 자포로 미세한 독이 있는 실을 쏘아 동물을 마취시킨 후 입으로 삼킨다. 
해파리는 알을 낳아 번식한다. 알은 미세한 폴립으로 발달하는데, 이 폴립은 바다 바닥에 몸을 부착시킨다. 여기서 출아라는 방법으로 해파리가 나온다. 또한 일정한 크기로 자라면 폴립에서 떨어져 나가 성체로 자라서 플라눌라 유충이 된다. 어떤 해파리는 독을 가지고 있어 사람이 그 독에 쏘이면 고통을 느끼거나, 심하면 사망하기도 한다. 해파리는 적합한 조건이 되면 대군을 형성해, 어망에 그물을 쳐 어구의 손상의 원인이 되고, 해수를 퍼내는 발전소나 담수화 플랜트의 냉각 시스템을 정지시킬 수도 있다.
해파리는 신체 일부가 잘리면 재생하기도 하는데, 현재까지 알려진 바로는 재생력에 한계가 없어 인간과 비교할 수 없을 만큼 오래 살 수 있다고 한다.
이 재생력에는 한 가지 비밀이 있는데 바로 재생을 할 때 '대칭성'의 조건을 맞춘다는 것이다. 해파리는 잘린 다리를 재생하기 전 그 다리의 길이와 맞추기 위해 다른 다리 근육을 축소시킨다. 어린 해파리든 성체 해파리든 움직이고 먹이 사냥을 하기 위해선 몸의 균형이 맞아야 하기 때문이다. 생물학자인 '마이클 에이브럼스' 외 동료 과학자들이 이 성질을 우연히 발견했다고 한다. 에이브리엄 박사과정의 지도교수인 '고엔토로'는 이는 해파리가 자가치유하는 중요한 방식이며 재생 작용의 원리를 연구하는 과학자들에게도 유용한 사례가 될 것이라고 말했다.
홍해파리는 포식자에 먹히지 않는 이상,영원히 살 수 있다고 알려졌다.
키아네아 카필라타(한국어: 사자갈기해파리)는 세상에서 가장 크고 긴 해파리로 알려져 있다.

## 해부 구조
꽃모자해파리(Olindias formosa)의 단면으로, 메두사(medusa) 단계의 해파리를 해부한 모습을 그린 그림이다.

## 이름
1796년부터 사용된 해파리라는 이름은 전통적으로 해파리아문과 빗모양 해파리를 포함한 모든 비슷한 동물에 적용되었다. 해파리라는 용어는 최근 공공 수족관에서 조개류, 갑각류, 불가사리 등도 척추동물은 아니지만, 등뼈가 있는 동물을 현대적으로 함축하여 "물고기"라는 단어를 사용하지 않기 위해 도입되었다. 과학 문헌에서, "젤리"와 "젤리피쉬"는 서로 교환해서 사용되어 왔다. 많은 소스들은 오직 해파리강만을 "진정한 해파리"라고 부른다.

해파리의 무리는 '스막'이라고 불린다.

## 생애 주기
해파리는 복잡한 생애주기를 가지며 유성생식과 무성생식의 두 단계가 있다. 대개의 경우 유성생식 단계이며 수정란이 프라눌라에로 성장하여 폴립이 되어 싹을 틔우고 성체의 해파리로 성장한다. 종에 따라서는 어떤 단계를 생략할 수 있다.

해파리는 성체에 도달하고 충분한 식량이 있으면 정기적으로 산란한다. 대부분의 종들의 산란은 빛에 영향을 받기 때문에 거의 같은 시각에 산란한다. 산란은 대부분 새벽이나 황혼에 이뤄진다. 대부분 성체는 정자와 난자를 주위 물속으로 방출하고 여기서 무방비된 난자는 수정해 애벌레가 된다. 일부 종에서는 정자가 암컷의 입속으로 들어가고 체내의 난자를 수정시키기도 한다.

플라눌라는 섬모로 뒤덮인 작은 애벌레이다. 충분히 발달하면 단단한 표면으로 가라앉아 용종이 된다. 종양은 대개 위로 향한 촉수 모양을 한 입 끝에 작은 줄기로 이루어진다. 이 용종은 말미잘, 산호 등 가까운 동물들의 용종을 닮았다. 해파리 용종은 해저나 보트 선체 그 밖의 기질에 부유하거나 작은 플랑크톤에 부착하거나 물고기나 기타 무척추 동물에 부착되기도 한다. 대부분의 폴립의 지름은 밀리미터로 작으며, 폴립의 기간은 해파리마다 다르다.

시간이 지나 계절적 또는 호르몬적 변화에 의해 자극받은 후 용종은 출아를 통해 무성생식을 시작할 수 있다. 싹이 트면 보다 많은 대흉곽이 생긴다. 출아 부위는 종에 따라 다르며 촉수구, 비강(입 위), 수생 동물의 생식선 등이 있다. ‘Strobilization’이라 불리는 성전환 과정에서 폴립의 촉수가 재흡수되면서 몸이 좁아지기 시작하고 폴립의 상단 부근 여러 곳에서 가로방향의 협착이 형성된다. 이러한 영역은 수축 부위가 체내를 이동하고 에필라 박리라고 불리는 부분이 분리됨에 따라 깊어진다.

## 식용

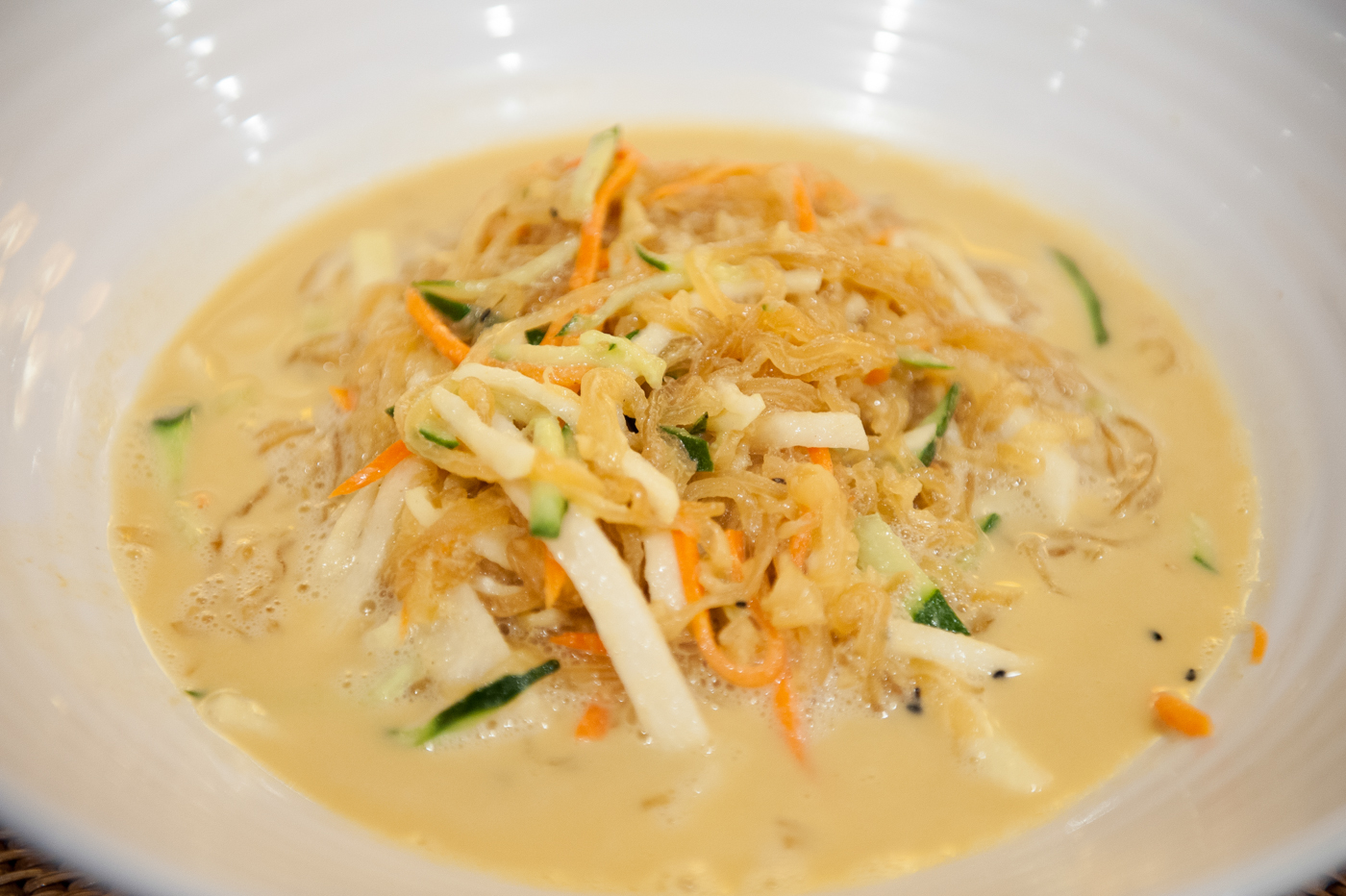
해파리냉채

근구해파리 목에 속하는 해파리류의 해파리는 음식으로 이용할 수 있다. 85개종 가운데 약 12종이 사육되어 국제 시장에 팔린다. 그 가운데 대부분은 동남아시아에서 들여온다. 특히 중국에서는 숲뿌리해파리(Rhopilema esculentum)가, 미국에서는 대형 해파리(Stomolophus meleagris)가 선호된다. 그 까닭은 몸집이 크고 단단하고 독성이 사람에게는 해롭지 않기 때문이다.
아시아에서 해파리는 식용으로 쓰이며, 한국에서는 주로 ‘해파리냉채’로 먹는다.

## 피해
- 2007년 북아일랜드에서는 해파리가 수십km2의 해역을 뒤덮은 탓에 양식하던 연어 10만 마리가 질식해 폐사하였다. 대한민국에서도 해파리의 대량 증식으로 어업의 피해가 이어지는 등 세계 곳곳에서 해파리로 인한 피해가 이어지고 있다. 이에 수가 증가한 해파리가 전 세계 바다를 점령할 거라는 '해파리 지배설'이 등장해 힘을 받았다. 그러나 2012년 2월 과학학술지 네이처의 기사를 통해 세계해파리그룹(GJG) 연구진은 해파리는 아직 충분히 연구되지 않았으며, 해파리 지배설은 과학적인 근거가 없다고 주장했다. 하지만 이 주장에서도 한반도와 일본 연안은 예외로 두었다.[6] 이 지역은 온난화로 세계 기온이 평균 0.24도 오른 것과 다르게 1.7도나 올랐고 무분별한 어획으로 인한 어린 물고기 수의 감소와 오폐수 증가가 용존산소량이 4ppm 이상 돼야 살 수 있는 타 어류와 달리 1ppm만 돼도 살 수 있는 해파리에게 유리해져 바다 생태계의 빈자리가 많아짐에 따라 해파리의 증식에 좋은 조건이 만들어졌기 때문이다.[6]
- 한국의 한 해변에서는 지구온난화로 인해 해파리들이 몰려들었고, 해수욕을 즐기던 한 이용객이 해파리에 쏘인 사건도 있었다.

## 사진첩

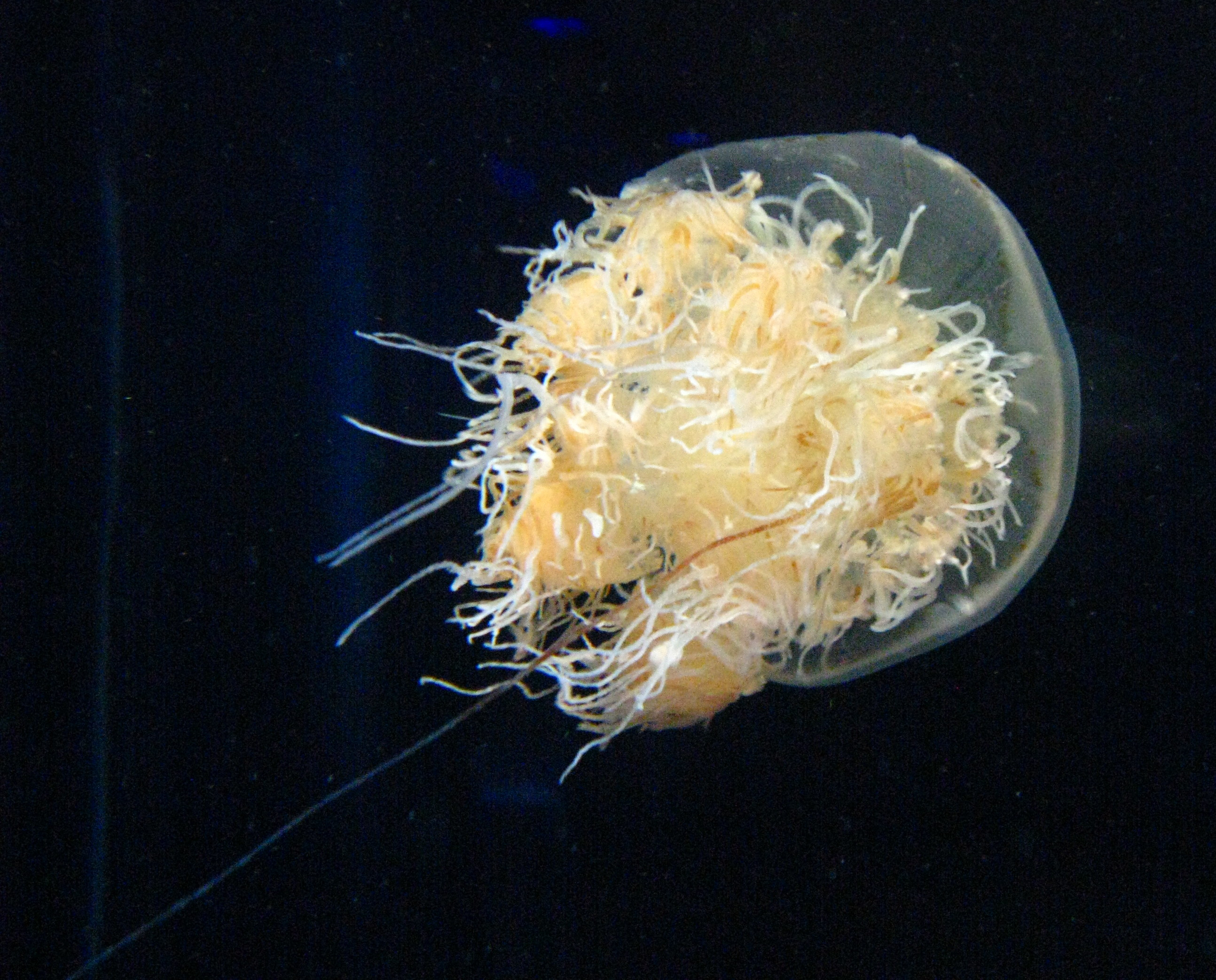
노무라입깃해파리
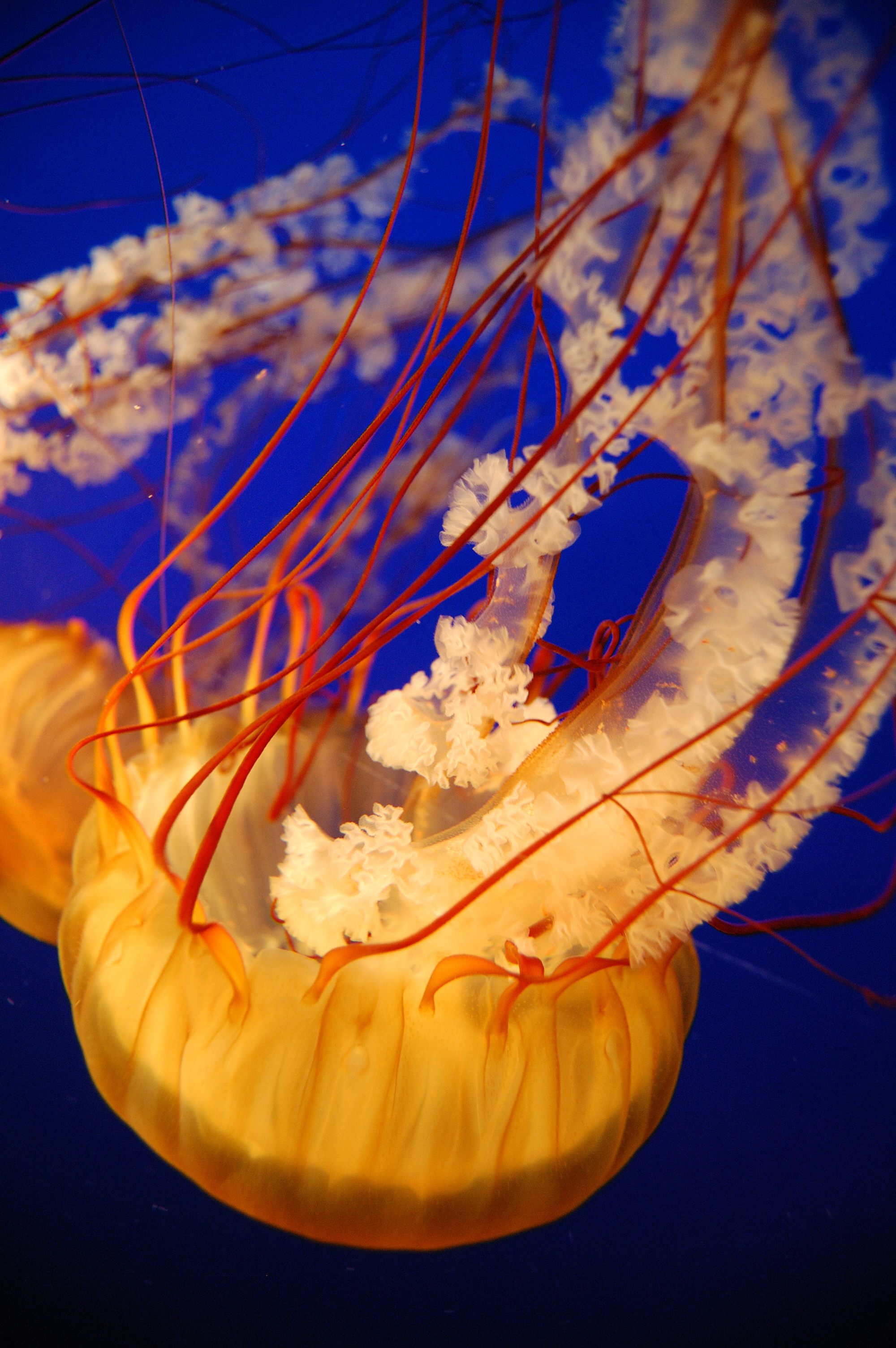
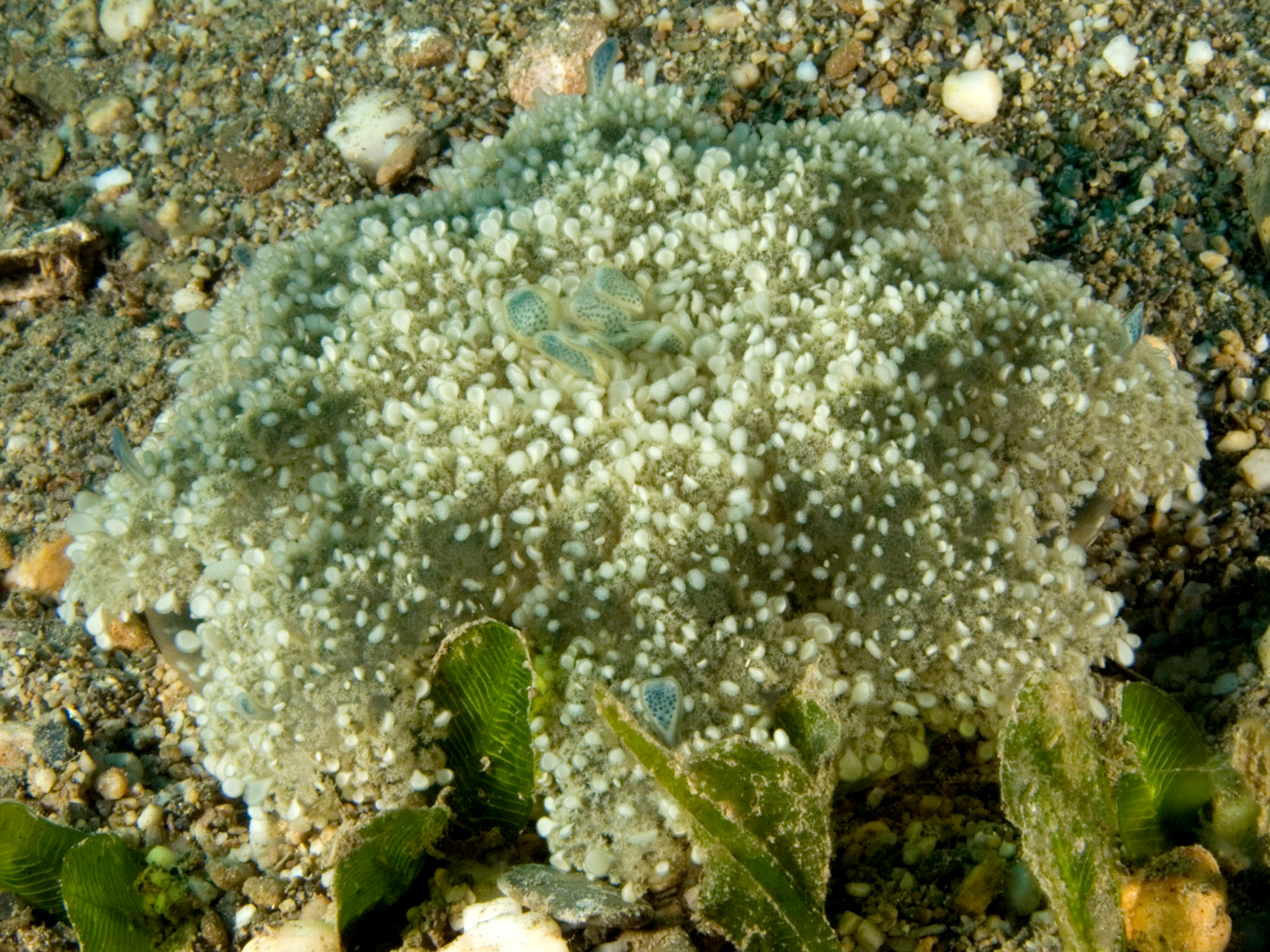
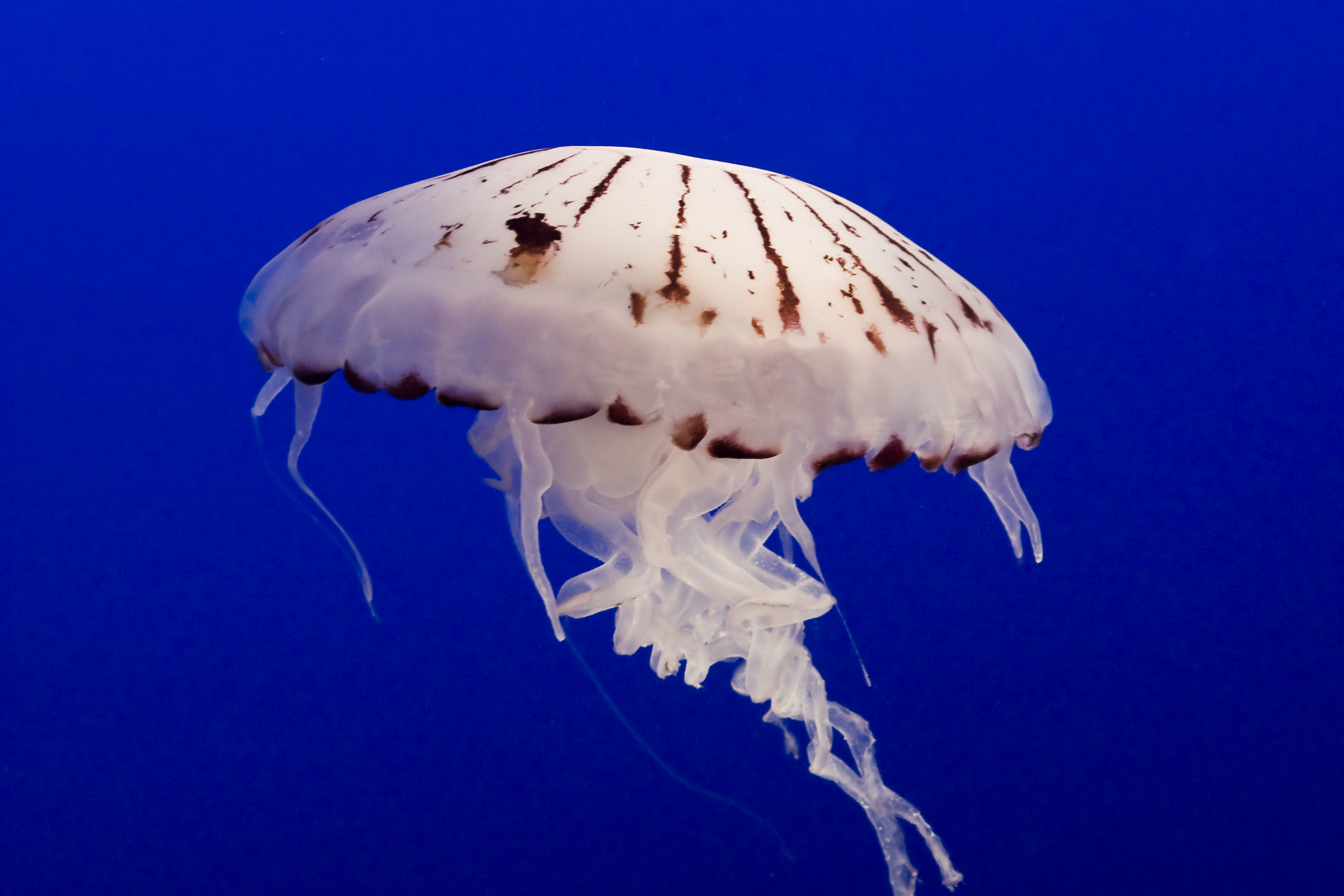
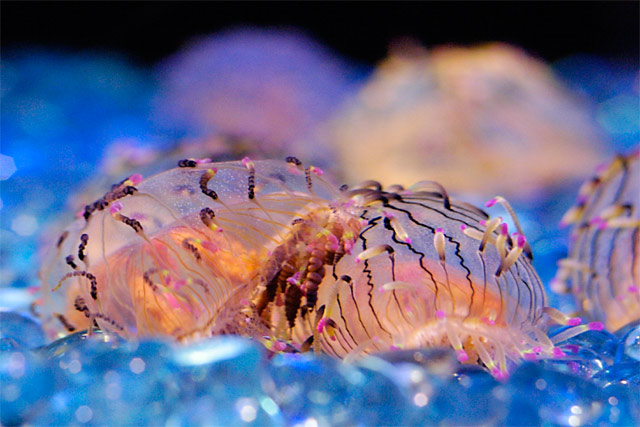
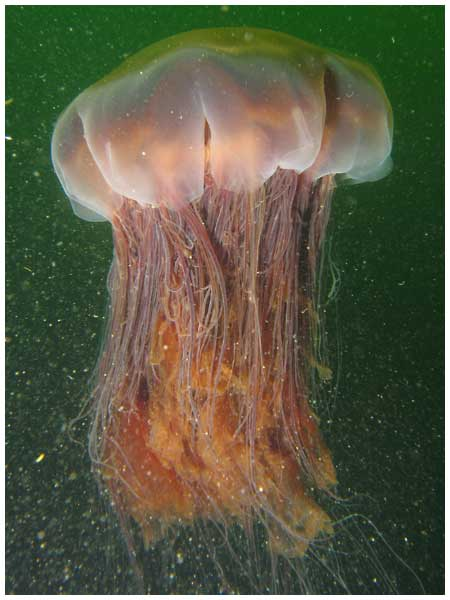
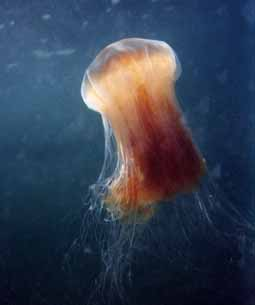
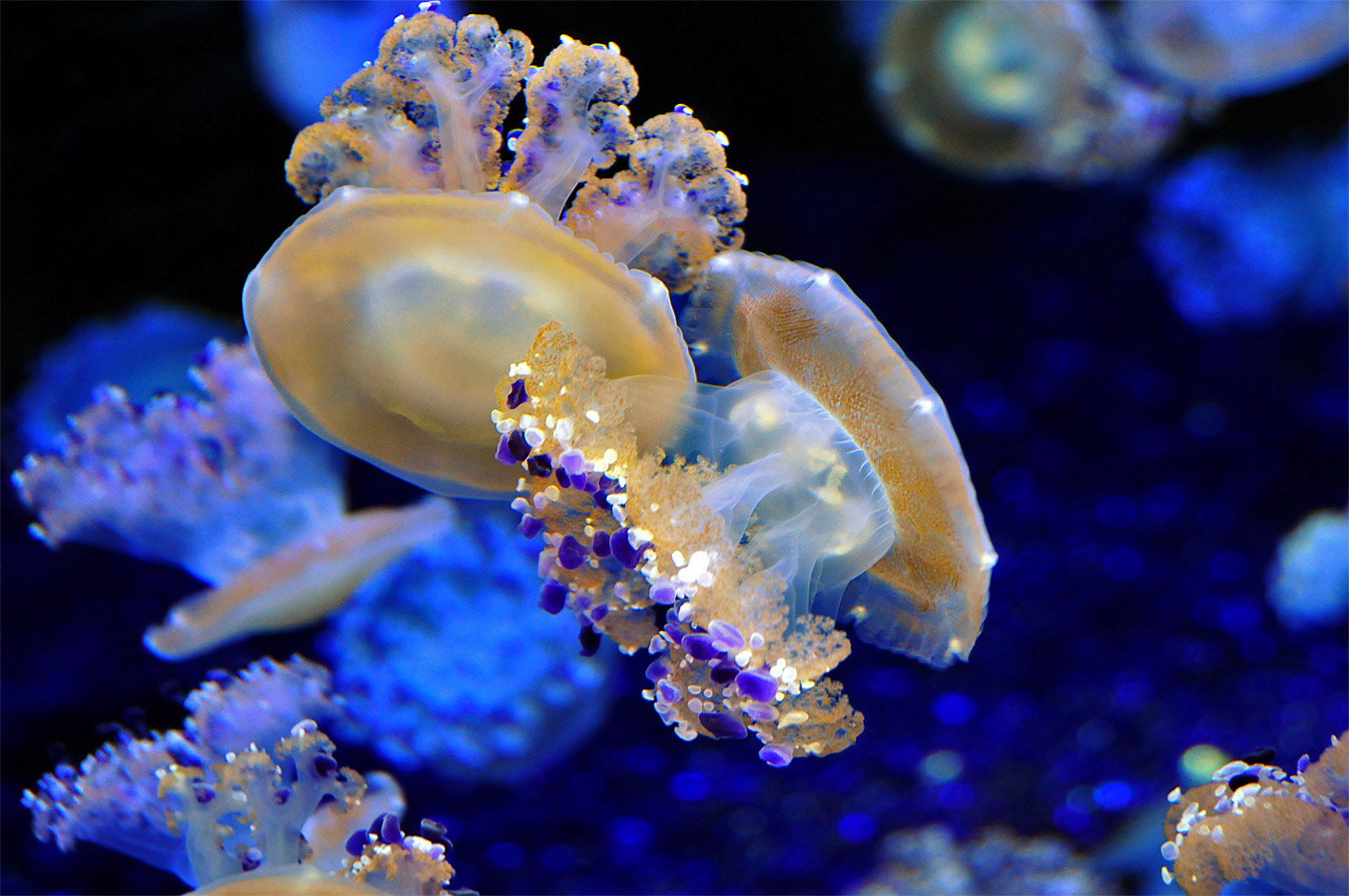
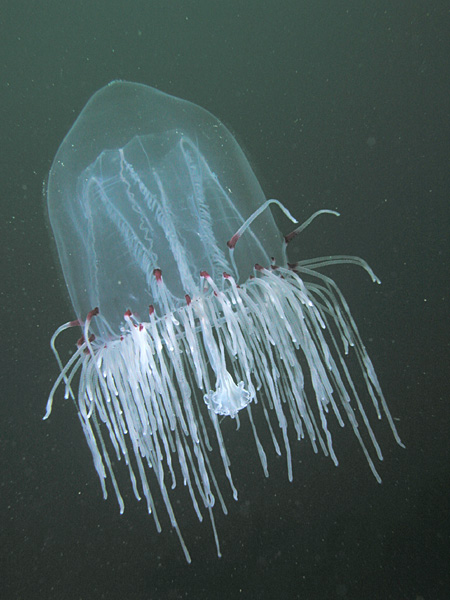
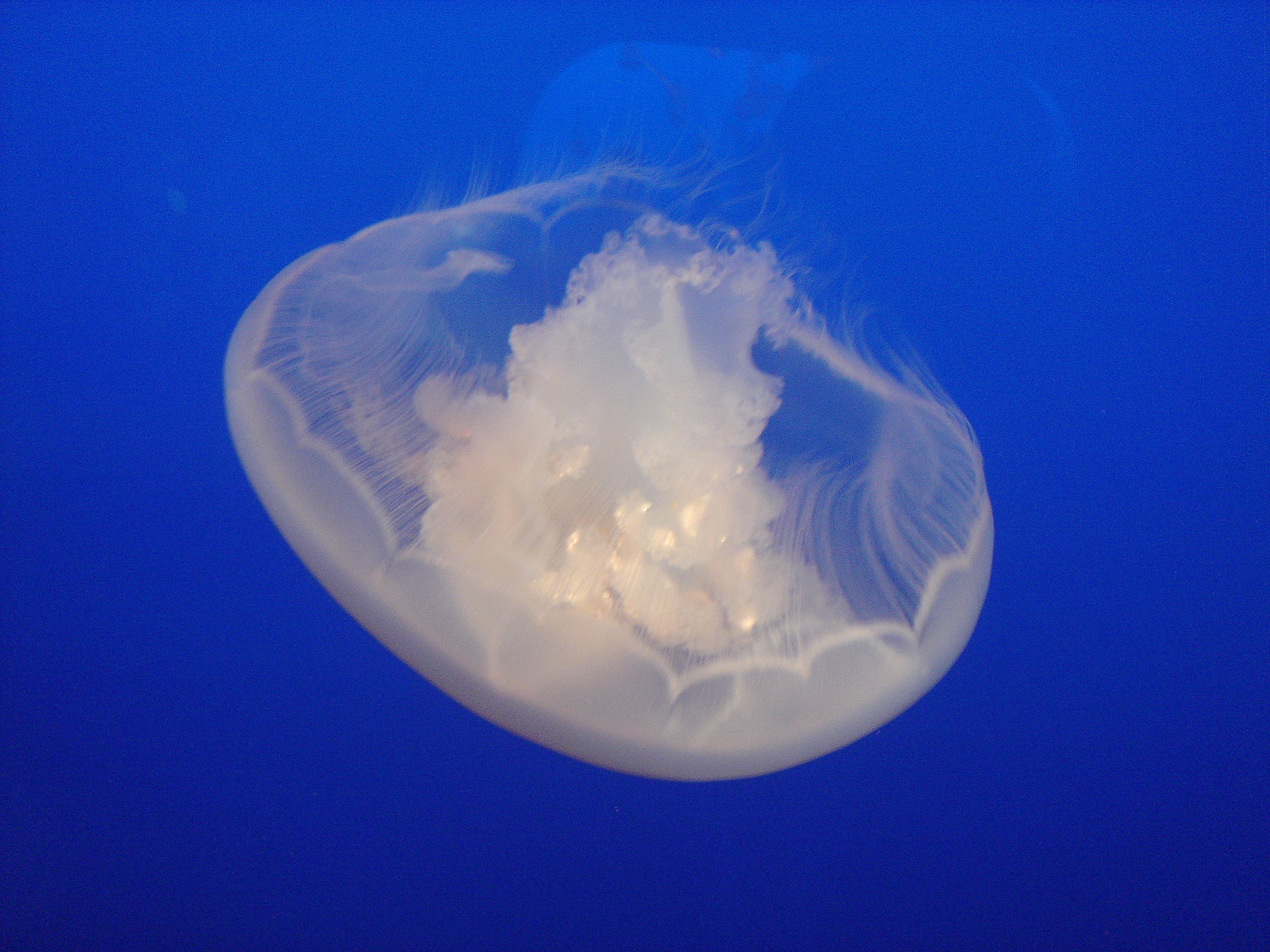

## 같이 보기
- 개복치
- 유즐동물

## 참고 자료
- 이 문서에는 다음커뮤니케이션(현 카카오)에서 GFDL 또는 CC-SA 라이선스로 배포한 글로벌 세계대백과사전의 내용을 기초로 작성된 글이 포함되어 있습니다.